# 2013年马来西亚青少年羽毛球锦标赛
2013年马来西亚青少年羽毛球锦标赛，為第2屆马来西亚青少年羽毛球锦标赛，是一項由世界羽联主辦予各國的青年羽毛球選手（19歲以下）參加的国际性羽毛球賽事。本屆賽事在马来西亚吉隆坡內的武吉加拉冠军体育館舉行。本届赛事吸引了各國青年好手共同参与，則於12月10日至12月15日舉行。

## 優勝者
| 項目             | 金牌               | 银牌                        | 铜牌                 |
| 男子單打（詳細） | 催率圭             | 苏德智                      | 全奕陳               |
| 男子單打（詳細） | 催率圭             | 苏德智                      | 許侊熙               |
| 女子單打（詳細） | 何冰嬌             | 金效旻                      | 董文静               |
| 女子單打（詳細） | 何冰嬌             | 金效旻                      | 秦金晶               |
| 男子雙打（詳細） | 金載煥 金鄭護      | Devadas Darren Isaac 王耀新 | 崔鐘友 徐承宰        |
| 男子雙打（詳細） | 金載煥 金鄭護      | Devadas Darren Isaac 王耀新 | 全奕陳 許侊熙        |
| 女子雙打（詳細） | 金慧麟 Lee Sun Min | 金志垣 蔡侑玎               | 李民知 Ryu Young Seo |
| 女子雙打（詳細） | 金慧麟 Lee Sun Min | 金志垣 蔡侑玎               | 吳玥青 白燕薇        |
| 混合雙打（詳細） | 徐承宰 Lee Sun Min | 催率圭 蔡侑玎               | 金鄭護 金志垣        |
| 混合雙打（詳細） | 徐承宰 Lee Sun Min | 催率圭 蔡侑玎               | 金載煥 金慧麟        |